# سانتياغو ألتاميرا
سانتياغو ألتاميرا (بالإسبانية: Santiago Altamira)‏ (14 فبراير 1992 في المكسيك - ) هو لاعب كرة قدم مكسيكي في مركز الدفاع.

## وصلات خارجية
- سانتياغو ألتاميرا على موقع قاعدة بيانات كرة القدم.إي يو (الإنجليزية)
- سانتياغو ألتاميرا على موقع Soccerway.com (الإنجليزية)
- سانتياغو ألتاميرا على موقع AS.com (الإسبانية)